# جيمس مور (سياسي كندي)
جيمس مور هو سياسي كندي، ولد في 10 يونيو 1976 في نيو ويستمينيستر في كندا. حزبياً، نشط في حزب المحافظين الكندي. وقد انتخب عضو مجلس العموم الكندي عن دائرة Port Moody—Westwood—Port Coquitlam ‏ (28 يونيو 2004 – 19 أكتوبر 2015).